# Роувил (Флорида)
Роувил (енгл. Roeville) насељено је место без административног статуса у америчкој савезној држави Флорида.

## Демографија
По попису из 2010. године број становника је 608.
| Група             | 2000.    | 2010.       |
| Белци             | 0 (0,0%) | 565 (92,9%) |
| Афроамериканци    | 0 (0,0%) | 8 (1,3%)    |
| Азијати           | 0 (0,0%) | 14 (2,3%)   |
| Хиспаноамериканци | 0 (0,0%) | 11 (1,8%)   |
| Укупно            | 0        | 608         |